# (54845) 2001 OF3
2001 أو أف 3 (ويعرف أيضًا باسم (54845) 2001 أو أف 3 وفق تسمية الكوكب الصغير) (بالإنجليزية: 2001 OF3)‏ هو كويكب ضمن حزام الكويكبات؛ وترتيبه 54845 من حيث الاكتشاف.
اكتُشف هذا الجُرم الفلكي بواسطة William Kwong Yu Yeung ‏ في 19 يوليو 2001.

## وصلات خارجية
- (54845) 2001 OF3 في قاعدة بيانات مختبر الدفع النفاث لأجرام النظام الشمسي الصغيرة

- الاكتشاف · مخطط المدار ·  العناصر المدارية · المعلمات المادية

- (54845) 2001 OF3 على موقع ويكي سكاي: DSS2, SDSS, GALEX, IRAS, Hydrogen α, X-Ray, Astrophoto, Sky Map, Articles and images